# Placoglobina
La placoglobina (omologa della gamma-Catenina) è una proteina citoplasmatica originariamente identificata come componente dei desmosomi, dove si lega alla Desmogleina I (appartenente alla famiglia delle Caderine).
Possiede principalmente funzioni di adesione cellulare e di trasduzione del segnale essendo componente dei complessi Caderina-Catenina, localizzati a livello dei siti di ancoraggio fra filamenti di actina e maculae adhaerentes nelle cellule epiteliali. 
Mutazioni dei geni codificanti per la placoglobina sono coinvolte in alcune cardiomiopatie, come la cardiomiopatia ventricolare destra aritmogena.